# Tappeto

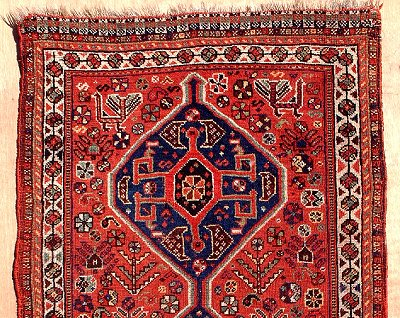
Tappeto khamset

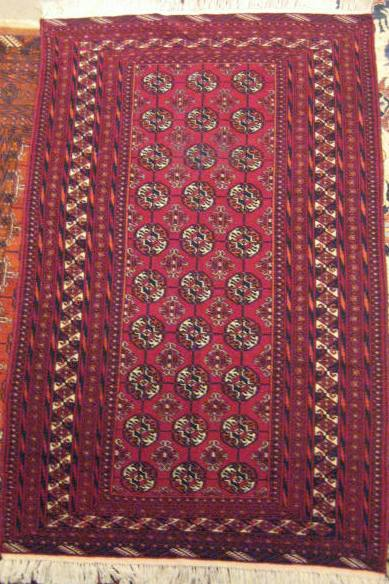
Tappeto bukhara

Un tappeto è un drappo di tessuto di materiale vario, generalmente di lana o anche di seta, cotone e altre fibre vegetali e artificiali, prodotto in diverse grandezze, colori e disegni annodando, a mano o a macchina, i fili di catena con quelli di trama. Usato per ricoprire pavimenti,  è generalmente di grosso spessore.

## Storia
In Oriente, il tappeto ha origini particolarmente antiche, datate V secolo o VI secolo, più tardi il tappeto annodato sarebbe stato introdotto in Persia dai turchi Selgiuchidi a partire dall'XI secolo. Il più antico tappeto a noi pervenuto è noto come tappeto di Pazyryk (circa 500 a.C.). L'arte del tappeto persiano giunse alle più alte vette durante la dinastia dei Safavidi, ovvero fino al primo quarto del Settecento. Nell'Ottocento ha un ruolo importante la città turca di Smirne dietro le accresciute richieste della borghesia europea. I tappeti egiziani, un tempo chiamati tappeti di Damasco o tappeti mammelucchi a motivi geometrici stilizzati, furono prodotto di punta dei mercanti veneziani già dal 1500, come appare ad esempio nei dipinti dell'epoca di Tintoretto.
Il periodo migliore della produzione di tappeti in India corrisponde al XVI secolo e XVII secolo, sotto la dinastia Moghul e grazie a lavoratori migrati dalla Persia. I capolavori di questa arte raffigurano spesso scene di caccia con elementi naturalistici.
In Europa i tappeti sono stati fabbricati sin dal 1200 in Spagna, con molteplici riferimenti alla produzione anatolica; questo tipo di tappeto venne massicciamente esportato nel resto del continente e chiamato  tappeto ispano-moresco. La Francia ebbe maggior fortuna nella produzione seicentesca dei laboratori del Louvre, i cui motivi sono ispirati alla pittura francese di paesaggio. Nel 1800 la manifattura dei tappeti venne fusa con quella dei gobelin.

In altre nazioni europee nacque una produzione più che altro all'imitazione di disegni orientali, ma maggiormente meccanizzata; infine nel 1900 l'arte del tappeto passò dall'imitazione a motivi astratti o stilizzati, fino alla rivalutazione di tipi rustici regionali.

## Le lavorazioni orientali
Il tappeto orientale ha una individualità spiccata, che permette agli esperti del settore di determinare il luogo d'origine e, con buona approssimazione, persino l'età. Ogni distretto, persino ogni famiglia, possiede disegni e motivi propri che vengono trasmessi di generazione in generazione e che di solito non vengono copiati da estranei. Peraltro la conoscenza dei costumi permette anche di stabilire l'uso che si intendeva fare del tappeto ed il simbolismo religioso o poetico in esso contenuto.
I tappeti orientali sono classificati in base alle aree di provenienza, non necessariamente coincidenti con confini politici, e tipicamente nominati secondo la città di provenienza:
- Tappeti persiani, ornati a disegni floreali con scene di caccia e, negli esemplari antichi, persino di novelle;
- Tappeti anatolici o turchi, commercializzati nei mercati principali di Izmir ed Istanbul, non hanno solitamente figure umane o di animale e sono asimmetrici, con prevalenza di colori come azzurri, verde Nilo, seppia, giallo ed avorio;
- Tappeti berberi, caratterizzati da colori squillanti (rosso, azzurro, oro), disegni geometrici asimmetrici e lane di filato grosso;
- Tappeti del Caucaso, adorni principalmente di arabeschi e figure geometriche;
- Tappeti Transcaspio, i cui tipi migliori vanno sotto il nome di Bukhara, caratterizzati da motivi geometrici che si ripetono su uno sfondo rosso;
- Tappeti Turkestan, il cui motivo dominante è un ottagono reiterato in colonne verticali o orizzontali;
- Tappeti cinesi, che riprendono disegni ed ornamenti tipici delle ceramiche della medesima provenienza, come il drago e la fenice;

La lana utilizzata nei tappeti orientali è prevalentemente di pecora, ma ciò non esclude l'utilizzo di lana di capra o di cammello. La finezza del filo ed il numero dei punti annodati nell'unità di superficie dipendono anch'essi dalla regione di provenienza, ma anche dal pascolo e dalla razza dell'animale da cui si è ricavata la lana.
Sono da considerarsi tappeti anche le coperte tessute dagli indiani Navajo.

## Tappeti persiani
- Tabriz
- Kashan
- Isfahan
- kirman
- Herat
- Nain

## Tappeti caucasici
- Azero
- Daghestan
- Derbent
- Karabagh
- Kazak
- Shirvan
- Sumak
- Tchi-Tchi

## Tappeti turchi
- Ghiordes
- Isparta
- Kaiseri
- Kirshehir
- Kula
- Mudjur
- Sivas
- Smirne
- Usciak
- Yahyahli
- Yuruk

## I coloranti
I coloranti utilizzati dalla tradizione orientale sono divisi in due gruppi:
- Coloranti naturali, usati per tutti i tappeti fino al 1870; sia vegetali che animali, come il rosa tendente al viola ottenuto sia dall'insetto cocciniglia che dalla radice di robbia.
- Coloranti sintetici, giunti dall'Europa nella seconda metà del XIX secolo;

L'introduzione di coloranti chimici all'anilina rischiò di pregiudicare la fama del Tappeto Orientale in tutto il mondo. Infatti i tappeti lavorati con filati tinti chimicamente scolorivano e si deterioravano rapidamente. Il governo persiano dopo qualche decennio proibì l'importazione dei coloranti all'anilina e vennero prese severe misure contro chi continuava ad utilizzarli.

## I nodi

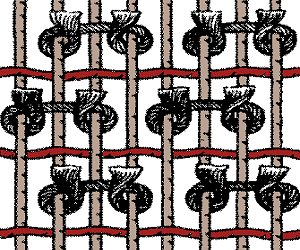
Nodi che formano il vello di un tappeto.

Due sono i tipi di nodi utilizzati dalle popolazioni orientali per tessere tappeti:
- Il nodo simmetrico Turkibaft, che in persiano significa "annodato dai turchi", è anche noto come ghiordes o semplicemente nodo turco. Prende questo nome perché effettivamente utilizzato prevalentemente dalle popolazioni turche, comprese quelle della Persia;
- Il nodo asimmetrico Farsibaft, "annodato dai persiani", prende anche nome di senneh (o Sehna) o nodo persiano.

## La decorazione
Le categorie decorative della tradizione orientale sono:
- Tappeti geometrici, che non necessitano di un'alta densità di nodi, sono prevalentemente utilizzati da popolazioni nomadi ed in alcuni villaggi anatolici, persiani e caucasici. I motivi sono generalmente semplici e spesso formati dalla ripetizione degli stessi elementi. Come nelle altre arti si tratta della forma più primitiva di decorazione ed i suoi elementi sono generalmente frutto di antichi retaggi tribali;
- I Tappeti floreali nacquero agli inizi del XVI secolo con l'introduzione di nuove tecniche e tecnologie che permisero l'esecuzione di motivi curvilinei e quindi di una maggiore densità di nodi. Le decorazioni, a differenza dei tappeti geometrici, nascono dall'artista che disegna e colora i cartoni: l'Ustad, il maestro decoratore che poi affida il suo progetto agli artigiani addetti all'annodatura.

Entrambe le tipologie annoverano le stesse strutture decorative del campo:
- A tutto campo, con una decorazione uniforme per tutto il campo del tappeto;
- A medaglione centrale, dove al centro del tappeto viene posto un grande elemento principale. A volte i medaglioni possono essere ripetuti più volte, solitamente mai più di tre volte;
- Da preghiera, che presentano il mihrab ovvero presentano il campo composto a nicchietta;
- Ad alberi, motivo utilizzato anche nei tappeti da preghiera;
- Ad animali, nei tappeti geometrici solitamente animali legati alla vita dei nomadi (cavalli, ecc.) mentre nei tappeti floreali l'esotismo delle specie annoverate è limitato solo dalla fantasia dell'Ustad

## Glossario dei tappeti
- Abrash
- Asmalyk
- Boghce
- Botè
- Broccato
- Cagiarino
- Cartone
- Cemce
- Ch'I-Lin
- Cicekli: tipo di kilim
- Cufico
- Dozar: tappeto da 2 × 1,4 m di dimensioni
- Elmali: motivo a pomo
- Giofti
- Kenarè: tappeto da 1 × 3, 4 o 5 m di dimensione
- Kilim: tappeto non annodato a doppia faccia (turco)
- Mazarlik: tappeto da sepoltura
- Medaglione
- Medijdi
- Mohtasham: tappeti kashan di fine ottocento
- Parmak: tipo di kilim
- Saf: tipo di tappeto da preghiera
- Sileh: tecnica di tessitura
- Sumak
- Sabakhi
- Verneh: tecnica di tessitura
- Yatak: tipo di tappeto
- Zar: unità di misura superiore al metro (iraniano)
- Zaronim: tappeto da 1,5 × 1 m di dimensioni

## Modi di dire
L'espressione figurata mettere un problema, un affare sul tappeto, significa "porre, presentare un problema, portare una questione in discussione". Tale espressione è derivata dal linguaggio diplomatico e dalla lingua francese nella quale si dice mettre une affaire sur le tapis.